# Леї (провінція Нуоро)
Леї (італ. Lei, сард. Lei) — муніципалітет в Італії, у регіоні Сардинія, провінція Нуоро.
Леї розташоване на відстані близько 350 км на південний захід від Рима, 125 км на північ від Кальярі, 36 км на захід від Нуоро.
Населення — 533 особи (2014).

## Демографія
Населення за роками:

Станом на 1 січня 2023 року в муніципалітеті офіційно проживало 12 іноземців з 2 країн, серед них 3 громадяни країн Євросоюзу.

## Сусідні муніципалітети
- Болотана
- Сіланус